# Anderson Cooper
Anderson Cooper (født 3. juni 1967 i New York City, New York) er en amerikansk journalist og tv-personlighed, der er vært på nyhedsprogrammet Anderson Cooper 360°.
Cooper er søn af Gloria Vanderbilt og uddannet fra The Dalton School i New York 1985. Derefter læste han statskundskab og international politik ved Yale University, og dimitterede i 1989 som bachelor. Efter sin eksamen fra Yale rejste Cooper med videokamera og falsk pressekort til bl.a. Burma og Somalia og solgte efterfølgende sin reportage til Channel One. En overgang boede han desuden i Vietnam.
I 1995 blev han korrespondent for ABC News og i 1999 nyhedsvært på programmet World News Now samme sted. I 2001 kom han til CNN, og i 2003 debuterede han med sit eget program Anderson Cooper 360°. Han har dækket orkanen Katrina i USA, valget i Irak, pave Johannes Paul II's begravelse og jordskælvet på Haiti 2010.
Anderson Cooper udgav i 2006 sin selvbiografi, Dispatches from the Edge. Han er åbent homoseksuel. 